# Bùng phát virus Ebola tại Kivu Cộng hòa Dân chủ Congo 2018–2019
Cuộc bùng phát virus Ebola tại Cộng hòa Dân chủ Congo năm 2018-19  bắt đầu vào ngày 1 tháng 8 năm 2018, khi được xác nhận rằng bốn trường hợp đã được xét nghiệm dương tính với bệnh do vi rút Ebola (EVD) ở khu vực phía đông của Kivu thuộc Cộng hòa Dân chủ Congo (DRC). Vụ dịch này bắt đầu chỉ vài ngày sau khi kết thúc đợt bùng phát ở tỉnh Équ Nghiệp dư. Bùng phát tại Kivu bao gồm tỉnh Ituri, sau khi trường hợp đầu tiên được xác nhận vào ngày 13 tháng 8, và kể từ tháng 6 năm 2019, vi-rút đã lây lan sang Uganda, đã lây nhiễm vào một cậu bé Congo 5 tuổi, mà ghé thăm gia đình ở Uganda. Vào tháng 11 năm 2018, ổ dịch đã trở thành ổ dịch lớn nhất trong lịch sử của DRC, và đến tháng 11, ổ dịch đã trở thành ổ dịch lớn thứ hai trong lịch sử được ghi nhận, chỉ sau Dịch Ebola ở Tây Phi 2013-2016.
Các tỉnh và khu vực nói chung bị ảnh hưởng hiện đang trải qua một cuộc xung đột quân sự, điều này đang cản trở các nỗ lực điều trị và phòng ngừa. Phó Tổng Giám đốc của Tổ chức Y tế Thế giới (WHO) về Chuẩn bị và Ứng phó Khẩn cấp đã mô tả sự kết hợp giữa xung đột quân sự và đau khổ dân sự là một "cơn bão hoàn hảo" có thể dẫn đến sự bùng phát nhanh chóng của dịch bệnh. Vào tháng 5 năm 2019, WHO báo cáo rằng kể từ tháng 1 đã có 42 vụ tấn công vào các cơ sở y tế và 85 nhân viên y tế đã bị thương hoặc thiệt mạng. Ở một số khu vực, các tổ chức viện trợ đã phải dừng viện trợ do bạo lực. Nhân viên y tế cũng phải đối phó với tin giả và thông tin sai lệch khác được các chính trị gia đối lập lan truyền.
Đến ngày 13 tháng 2 năm 2019, tổng số trường hợp (được xác nhận, có thể xảy ra và nghi ngờ) đạt tới 1.000 cá nhân trong DRC; đó là một trường hợp được tính (≥ 1.000) cho một quốc gia chưa từng thấy kể từ khi dịch bệnh Tây Phi 2013 diễn ra ở Liberia, Guinea và Sierra Leone. Vào ngày 3 tháng 5 năm 2019, chín tháng sau khi dịch bệnh bùng phát, dịch bệnh tại DRC đã vượt qua 1.000 người chết do dịch EVD vẫn chưa được kiểm soát. Để so sánh, Guinea (ít chịu ảnh hưởng nhất trong ba quốc gia chịu ảnh hưởng nặng nề nhất) đã ghi nhận khoảng 3.800 trường hợp và 2.500 trường hợp tử vong do EVD trong giai đoạn một năm và tám tháng trong khi dịch Ebola ở Tây Phi bùng phát.
Do tình hình xấu đi ở Bắc Kivu và các khu vực lân cận, WHO đã nâng mức đánh giá rủi ro ở cấp quốc gia và khu vực từ "cao" lên "rất cao" vào tháng 9 năm 2018. Vào tháng 10, Hội đồng Bảo an Liên Hợp Quốc nhấn mạnh rằng tất cả sự thù địch có vũ trang nên chấm dứt ở DRC, để chống lại sự bùng nổ EVD đang diễn ra. Sau khi xác nhận các trường hợp ở Uganda, một đánh giá thứ ba đã được WHO tiến hành vào ngày 14 tháng 6 năm 2019. Nó kết luận rằng mặc dù ổ dịch là một trường hợp khẩn cấp về sức khỏe ở DRC và khu vực, nhưng nó không đáp ứng cả ba tiêu chí để được coi là Tình trạng Khẩn cấp Y tế Công cộng Quốc tế (PHEIC). Một trường hợp được xác nhận vào ngày 14 tháng 7 năm 2019 tại Goma đã kích hoạt quyết định của WHO lần thứ tư, với mục đích tái lập một Ủy ban khẩn cấp. Tình trạng bệnh dịch này đã chính thức được công bố là một PHEIC vào ngày 17 tháng 7 năm 2019.

## Dịch tễ

### Trường hợp đầu tiên và lây truyền
Cộng hòa Dân chủ Congo đã tuyên bố dịch Ebola vào ngày 1 tháng 8, khi bốn trường hợp đã được thử nghiệm dương tính với virus Ebola ở tỉnh Bắc Kivu. Ngoài ra, ngày 1 tháng 8 26 cá nhân có dấu hiệu xuất huyết, và 20 ca tử vong đã được báo cáo trong khu vực Bắc Kivu. Vào ngày 2 tháng 8, Oxfam cho biết họ sẽ tham gia phản ứng với đợt bùng phát dịch mới nhất này trong DRC.
Đến ngày 3 tháng 8, virus đã phát triển ở nhiều địa điểm; trường hợp đã được báo cáo trong năm vùng y tế - Beni, Butembo, Oicha, Musienene và Mabalako - ở tỉnh Bắc Kivu và ngoài ra, Mandima và Mambasa ở tỉnh Ituri. Tuy nhiên, một tháng sau đó đã có những trường hợp được xác nhận chỉ ở các khu y tế Mabalako, Mandima, Beni và Oicha. Năm trường hợp nghi ngờ trong Khu vực y tế Mambasa đã chứng minh không phải là EVD; không thể xác nhận một trường hợp có thể xảy ra trong Vùng Y tế Musienene và hai trường hợp có thể xảy ra trong vùng sức khỏe Butembo. Không có trường hợp mới nào được ghi nhận ở bất kỳ khu vực y tế nào. Trường hợp được xác nhận đầu tiên ở Butembo đã được công bố vào ngày 4 tháng 9, cùng ngày được thông báo rằng một trong những trường hợp được đăng ký tại Beni thực sự đến từ Khu vực y tế Kalunguta.
Bộ Y tế Công cộng DRC xác nhận rằng dịch Ebola mới bùng phát là do các loài Zaire ebolavirus gây ra. Đây là cùng một chủng đã tham gia vào sự bùng phát đầu năm 2018 ở miền tây DRC. Các cơ quan y tế tại DRC xác nhận họ sẽ sử dụng vắc-xin ZEBOV một lần nữa.
Vào ngày 4 tháng 8, Tổ chức Y tế Thế giới (WHO) đã chỉ ra rằng tình hình hiện tại của DRC, do một số yếu tố, đảm bảo "đánh giá rủi ro cao" ở cấp quốc gia và khu vực về y tế công cộng.